# Meloe bilineatus
Meloe bilineatus is een keversoort uit de familie van oliekevers (Meloidae). De wetenschappelijke naam van de soort is voor het eerst geldig gepubliceerd in 1830 door Aragona.